# Eidgenössisches Departement für Umwelt, Verkehr, Energie und Kommunikation
Das Eidgenössische Departement für Umwelt, Verkehr, Energie und Kommunikation UVEK (französisch Département fédéral de l’environnement, des transports, de l’énergie et de la communication DETEC, italienisch Dipartimento federale dell’ambiente, dei trasporti, dell’energia e delle comunicazioni DATEC, rätoromanisch Departament federal per ambient, traffic, energia e communicaziunⓘ DATEC, englisch Federal Department of the Environment, Transport, Energy and Communications DETEC) ist eines der sieben Departemente der Schweizer Landesregierung. Jeweils einer der Bundesräte steht dem Departement vor.

## Geschichte
Das Departement führte im Laufe der Zeit verschiedene Bezeichnungen, die dem technischen Fortschritt und internen Reorganisationen folgten:
- 1848: Post- und Baudepartement
- 1860: Postdepartement
- 1873: Post- und Telegraphendepartement
- 1879: Post- und Eisenbahndepartement
- 1964: Verkehrs- und Energiewirtschaftsdepartement
- 1979: Eidgenössisches Verkehrs- und Energiewirtschaftsdepartement (EVED)
- 1998: Eidgenössisches Departement für Umwelt, Verkehr, Energie und Kommunikation (UVEK)

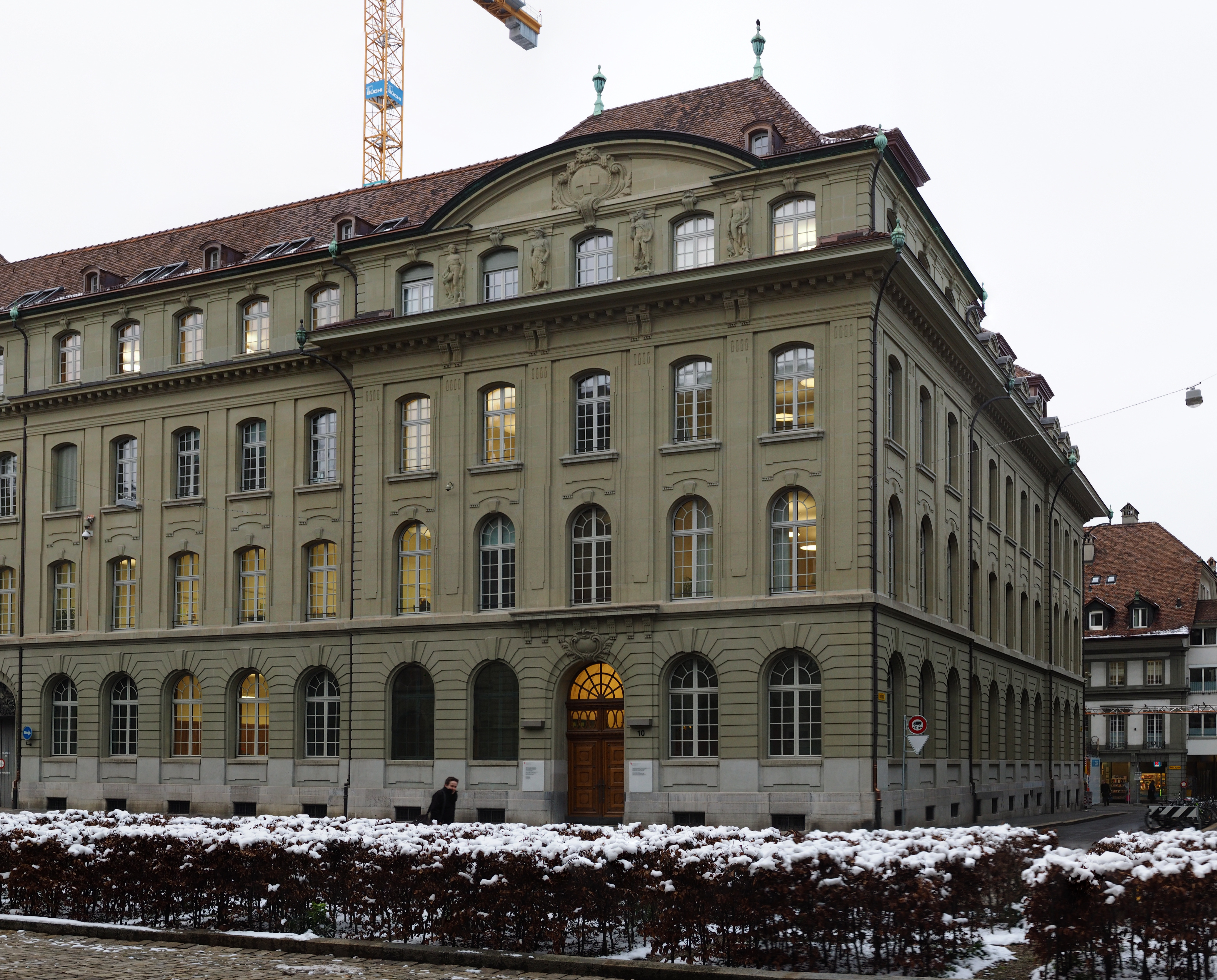
In der Bildmitte das Bundeshaus Nord, Kochergasse 10

## Bereiche
- Generalsekretariat (GS-UVEK)
  - Unabhängige Beschwerdeinstanz für Radio und Fernsehen (UBI)
  - Eidgenössische Postkommission (PostCom)
  - Schweizerische Sicherheitsuntersuchungsstelle (SUST)
  - Eidgenössisches Nuklearsicherheitsinspektorat (ENSI)
  - Kommission für den Eisenbahnverkehr RailCom
  - Eidgenössische Elektrizitätskommission (ElCom)
  - Eidgenössische Kommunikationskommission (ComCom)
  - Eidgenössisches Starkstrominspektorat (ESTI)
  - Eidgenössisches Rohrleitungsinspektorat (ERI)
  - Civil Aviation Safety Office (CASO)
- Bundesamt für Verkehr (BAV), mit Direktor Peter Füglistaler
- Bundesamt für Zivilluftfahrt (BAZL), mit Direktor Christian Hegner
- Bundesamt für Energie (BFE), mit Direktor Benoît Revaz
- Bundesamt für Strassen (ASTRA), mit Direktor Jürg Röthlisberger
- Bundesamt für Kommunikation (BAKOM), mit Direktor Philipp Metzger
- Bundesamt für Umwelt (BAFU), mit Direktorin Katrin Schneeberger
- Bundesamt für Raumentwicklung (ARE), mit Direktorin Maria Lezzi

## Vorsteher des Departements
| Jahr      | Bild | Name (Lebensdaten)                     | Partei      |
| --------- | ---- | -------------------------------------- | ----------- |
| 1848–1852 |      | Wilhelm Matthias Naeff (1802–1881)     | freis.      |
| 1853–1854 |      | Josef Munzinger (1791–1855)            | freis.      |
| 1855–1866 |      | Wilhelm Matthias Naeff (1802–1881)     | freis.      |
| 1867      |      | Jakob Dubs (1822–1879)                 | freis.      |
| 1868      |      | Jean-Jacques Challet-Venel (1811–1893) | freis.      |
| 1869      |      | Jakob Dubs (1822–1879)                 | freis.      |
| 1870–1872 |      | Jean-Jacques Challet-Venel (1811–1893) | freis.      |
| 1873–1875 |      | Eugène Borel (1835–1892)               | freis.      |
| 1876      |      | Joachim Heer (1825–1879)               | freis.      |
| 1877–1879 |      | Emil Welti (1825–1899)                 | freis.      |
| 1880–1881 |      | Simeon Bavier (1825–1896)              | freis.      |
| 1882–1883 |      | Emil Welti (1825–1899)                 | freis.      |
| 1884      |      | Adolf Deucher (1831–1912)              | freis.      |
| 1885–1891 |      | Emil Welti (1825–1899)                 | freis.      |
| 1892–1901 |      | Josef Zemp (1834–1908)                 | kath.-kons. |
| 1902      |      | Robert Comtesse (1847–1922)            | FDP         |
| 1903–1908 |      | Josef Zemp (1834–1908)                 | kath.-kons. |
| 1908–1911 |      | Ludwig Forrer (1845–1921)              | FDP         |
| 1912      |      | Robert Comtesse (1847–1922)            | FDP         |
| 1912      |      | Louis Perrier (1849–1913)              | FDP         |
| 1913–1917 |      | Ludwig Forrer (1845–1921)              | FDP         |
| 1918–1929 |      | Robert Haab (1865–1939)                | FDP         |
| 1930–1940 |      | Marcel Pilet-Golaz (1889–1958)         | FDP         |
| 1940–1950 |      | Enrico Celio (1889–1980)               | SKVP        |
| 1950–1954 |      | Josef Escher (1885–1954)               | SKVP        |
| 1955–1959 |      | Giuseppe Lepori (1902–1968)            | KCVP        |
| 1960–1965 |      | Willy Spühler (1902–1990)              | SP          |
| 1966–1968 |      | Rudolf Gnägi (1917–1985)               | BGB         |
| 1968–1973 |      | Roger Bonvin (1907–1982)               | CVP         |
| 1974–1979 |      | Willi Ritschard (1918–1983)            | SP          |
| 1980–1987 |      | Leon Schlumpf (1925–2012)              | SVP         |
| 1988–1995 |      | Adolf Ogi (* 1942)                     | SVP         |
| 1995–2010 |      | Moritz Leuenberger (* 1946)            | SP          |
| 2010–2018 |      | Doris Leuthard (* 1963)                | CVP         |
| 2019–2022 |      | Simonetta Sommaruga (* 1960)           | SP          |
| 2023–     |      | Albert Rösti (* 1967)                  | SVP         |

## Personalbestand ab 2001
| Jahr | Vollzeitstellen |
| ---- | --------------- |
| 2001 | 1'268           |
| 2002 | 1'353           |
| 2003 | 1'275           |
| 2004 | 1'271           |
| 2005 | 1'298           |
| 2006 | 1'281           |
| 2007 | 1'690           |
| 2008 | 1'849           |
| 2009 | 1'849           |
| 2010 | 1'942           |
| 2011 | 1'966           |
| 2012 | 2'026           |
| 2013 | 2'089           |
| 2014 | 2'185           |
| 2015 | 2'234           |
| 2016 | 2'278           |
| 2017 | 2'240           |
| 2018 | 2'242           |
| 2019 | 2'285           |
| 2020 | 2'378           |
| 2021 | 2'433           |
| 2022 | 2'474           |
| 2023 | 2'526           |
| 2024 | 2'551           |